# Fiat 6 HP
Fiat 6 HP – samochód produkowany przez włoski koncern motoryzacyjny Fiat w latach 1900–1901. Samochód napędzany był silnikiem rzędowym o dwóch cylindrach i pojemności 1082 cm3. Osiągana moc 10 KM (przy prędkości obrotowej 1000 rpm) pozwalała rozwinąć prędkość 45 km/h. Silnik znajdował się z tyłu pojazdu i napędzał tylne koła za pomocą łańcucha za pośrednictwem 3-biegowej skrzynki biegów (plus bieg wsteczny). Prowadzący pojazd kierował przy pomocy drążka kierowniczego, dopiero w ostatnich egzemplarzach zaoferowano koło kierownicy.
Powstała również wyścigowa wersja, 6 HP Corsa, osiągająca prędkość 60 km/h. Kierowali nią między innymi Vincenzo Lancia oraz Felice Nazzaro.